# جاك فليتشر
جاك فليتشر (بالإنجليزية: Jack Fletcher)‏ (6 أغسطس 1905 في المملكة المتحدة - ) هو لاعب كرة قدم بريطاني في مركز الهجوم. لعب مع نادي بيرنلي وClitheroe F.C. ‏ ونادي نيلسون وأكرينجتون ستانلي ‏ وفليتوود تاون وColne Town F.C. ‏.

## وصلات خارجية
- جاك فليتشر على موقع قاعدة بيانات كرة القدم.إي يو (الإنجليزية)